# Décès en 1910
Décès
- 1906
- 1907
- 1908
- 1909
- 1910
- 1911
- 1912
- 1913
- 1914

Cet article présente une liste de personnalités mortes au cours de l'année 1910.

Les mois de l'année font également l'objet de listes spécifiques :

## Décès par mois

### Date précise inconnue
- Seyyed Abdollah Behbahani, religieux chiite iranien et irakien (° 1840).
- Oreste Cortazzo, peintre et graveur italien (° 1836).
- Francesco Monachesi, peintre italien (° 1817).
- Jean Émile Renié, peintre français (° 23 juin 1835).
- Cornelia Emilian, journaliste et féministe roumaine (° 1840).

### Janvier
- 5 janvier : Léon Walras, économiste français (° 16 décembre 1834).
- 10 janvier : Andrea Costa, homme politique italien (° 30 novembre 1851).
- 16 janvier : Martial Caillebotte, compositeur et pianiste français (° 7 avril 1853).
- 17 janvier[1]: Joaquim Nabuco, juriste et homme politique brésilien, qui lutta pour l’abolition de l’esclavage (° 19 août 1849).
- 18 janvier : Eugène Thirion, peintre français (° 19 mai 1839).
- 19 janvier : Daniel Ihly, peintre suisse (° 25 octobre 1854).
- 25 janvier : Ernest Roman, peintre français (° 20 juillet 1845).
- 27 janvier : Paul Thomas, peintre français (° 30 mars 1868).
- 29 janvier : Édouard Rod, écrivain suisse (° 31 mars 1857).

### Février
- 1er février : Antonín Slavíček, peintre impressionniste austro-hongrois (° 16 mai 1870).
- 2 février : Jean-Baptiste Arnaud-Durbec, peintre français (° 30 juillet 1827).
- 14 février : Giovanni Passannante, anarchiste italien (° 19 février 1849).
- 15 février : Clement Francis Cornwall, homme politique canadien (° 18 juin 1836).
- 21 février : Boutros Ghali, homme politique égyptien  (° 12 mai 1846).
- 23 février :
  - Antoine Aymès, officier de marine et explorateur de l'Afrique occidentale français (° 9 mai 1836).
  - Amos Dolbear, physicien et inventeur américain (° 10 novembre 1837).
- 24 février : Osman Hamdi Bey, peintre et archéologue ottoman (° 30 décembre 1842).

### Mars
- 10 mars :
  - Carlo Mancini, peintre italien (° 28 février 1889).
  - Carl Reinecke, compositeur allemand (° 23 juin 1824).
- 16 mars : Louis Lemaire, peintre et graveur français (° 18 avril 1824).
- 17 mars : Gustave Lefèvre, compositeur et pédagogue français (° 2 juin 1831).
- 20 mars : Nadar, (Gaspard-Félix Tournachon) photographe français (° 6 avril 1820).
- 26 mars :
  - An Jung-geun, militant indépendantiste et calligraphe coréen (° 2 septembre 1879).
  - Auguste Charlois, astronome français (° 26 novembre 1864).
- 28 mars : Giuseppe Barbaglia, peintre italien (° 10 octobre 1841).
- 29 mars :
  - François-Émile Ehrmann, peintre et décorateur français (° 5 septembre 1833).
  - George Turner, peintre britannique (° 2 avril 1841).

### Avril
- 1er avril : Andreas Achenbach, peintre allemand (° 29 septembre 1815).
- 2 avril : Boyd Alexander, officier britannique, explorateur et ornithologue (° 16 janvier 1873).
- 8 avril : « Lagartijo Chico » (Rafael Molina Martínez), matador espagnol (° 16 juillet 1880).
- 9 avril : Vittoria Aganoor, poétesse italienne (° 26 mai 1855).
- 14 avril : Mikhaïl Vroubel, peintre russe (° 17 mars 1856).
- 15 avril : Romulus Zachariah Linney, homme politique américain (° 26 décembre 1841).
- 17 avril : Consuelo Clark-Stewart, médecin afro-américaine († 22 juillet 1860).
- 21 avril : Mark Twain, écrivain, essayiste et humoriste américain (° 30 novembre 1835).
- ? avril : Julien Dupré, peintre français (° 19 mars 1851).

### Mai
- 1er mai :
  - Pierre Nord Alexis, prince, homme d'État et militaire haïtien (° 2 août 1820).
  - Louis Welden Hawkins, peintre français (° 1er juillet 1849).
- 6 mai : Édouard VII de Saxe-Cobourg-Gotha, roi du Royaume-Uni, empereur des Indes (° 9 novembre 1841).
- 12 mai : William Huggins, astronome britannique (° 7 février 1824).
- 13 mai : Adolphe Piot, peintre français (° 13 février 1831).
- 16 mai :
  - Pere Borrell del Caso, peintre, aquarelliste et graveur espagnol (° 13 décembre 1835).
  - Henri-Edmond Cross, peintre français (° 20 mai 1856).
  - Heinrich Lauenstein, peintre allemand (° 28 septembre 1835).
- 18 mai :
  - Pauline Garcia-Viardot, chanteuse d'opéra, compositeur (° 18 juillet 1821).
  - Franz Skarbina, peintre allemand (° 24 février 1849).
- 20 mai : Jean-Baptiste Weckerlin, compositeur et folkloriste français (° 9 novembre 1821).
- 22 mai : Jules Renard, écrivain français (° 22 février 1864).
- 27 mai : Robert Koch, médecin et microbiologiste allemand (° 11 décembre 1843).
- 28 mai : Kálmán Mikszáth, romancier, journaliste et homme politique hongrois (° 16 janvier 1847).
- 29 mai : Mili Balakirev, compositeur russe (° 2 janvier 1837).

### Juin
- 5 juin : Hippolyte Camille Delpy, peintre français (° 16 avril 1842).
- 16 juin : Auguste-Emmanuel Hotin, peintre, dessinateur et graveur français (° 24 décembre 1850).
- 21 juin : Henri Cler, anarchiste et syndicaliste français (° 21 septembre 1862).
- 26 juin : Édouard Sain, peintre français (° 13 mai 1830).
- 28 juin :
  - Gustave Huberti, compositeur belge lié au mouvement flamand (° 14 avril 1843).
  - Petar Ubavkić, sculpteur et peintre serbe (° 12 avril 1852).
- ? juin : Eugène Trigoulet, peintre, dessinateur et graveur français (° 3 juillet 1864).

### Juillet
- 1er juillet : Paul Blanc, peintre, graveur et dessinateur français (° 22 septembre 1836).
- 2 juillet : Jean-Jacques Liabeuf, cordonnier et condamné français (° 11 janvier 1886).
- 4 juillet : Giovanni Schiaparelli, astronome, historien des sciences et homme politique italien (° 14 mars 1835).
- 5 juillet : Pierre De Coninck, peintre français (° 22 novembre 1828).
- 10 juillet : Johann Galle, astronome allemand (° 9 juin 1812).
- 14 juillet : Louis-Albert Bourgault-Ducoudray, chef d'orchestre et compositeur français (° 2 février 1840).
- 24 juillet : Arkhip Kouïndji, peintre russe (° 27 janvier 1841).

### Août
- 8 août :
  - Rudolf Epp, peintre allemand (° 30 juillet 1834).
  - Richard Wülker, angliciste allemand (° 29 juillet 1845).
- 13 août : Ernst Martin, philologue allemand (° 5 mai 1841).
- 15 août : Constantin Fahlberg, chimiste russe-allemand (° 22 décembre 1850).
- 16 août :
  - Zygmunt Gloger, historien polonais (° 3 novembre 1845).
  - Sergueï Ivanov, peintre et graphiste russe (° 16 juin 1864).
  - Charles Lenepveu, compositeur et pédagogue français (° 4 octobre 1840).
- 20 août : Arthur Coquard, compositeur et critique musical français (° 26 mai 1846).

### Septembre
- 2 septembre :
  - Francisco Cruzate, footballeur et athlète espagnol (° 7 juillet 1878).
  - Henri (le Douanier) Rousseau, peintre français (° 21 mai 1844).
- 5 septembre : Julian Edwards, compositeur anglo-américain (° 11 décembre 1855).
- 7 septembre :
  - William Holman Hunt, peintre britannique (° 2 avril 1827).
  - Pepete (José Gallego Mateo), matador espagnol (° 19 mars 1883).
- 12 septembre : Georges Gasté, peintre orientaliste et photographe français (° 30 août 1869).
- 24 septembre : Rudolf Dellinger, compositeur et chef d'orchestre allemand (° 8 juillet 1857).
- ? septembre : Edmond Eugène Valton, peintre et dessinateur français (° 25 septembre 1836).

### Octobre
- 9 octobre : Franciszek Żmurko, peintre réaliste polonais (° 18 juillet 1859).
- 10 octobre : 
  - Jean-Marie Cazauran, historien et religieux français (° 2 mai 1845).
  - Willem Maris, peintre néerlandais (° 18 février 1844).
- 11 octobre : Hubert Rohault de Fleury, peintre français (° 26 décembre 1828).
- 14 octobre : Georges Mathias, pianiste, pédagogue et compositeur français(° 14 octobre 1826).
- 19 octobre :  Domenico Bruschi, peintre italien (° 13 juin 1840).
- 21 octobre : Charles Van der Stappen, sculpteur belge (° 19 décembre 1843).
- 23 octobre : Alfred-Louis Bahuet, peintre, graveur et lithographe français (° 20 juin 1862).
- 30 octobre : Jean Henri Dunant, créateur de la Croix-Rouge (° 8 mai 1828).

### Novembre
- 2 novembre : Edward Coremans, homme politique belge (° 1er février 1835).
- 6 novembre : Giuseppe Cesare Abba, écrivain italien (° 6 octobre 1838).
- 14 novembre : René Antoine Vinchon, peintre français (° 24 décembre 1835).
- 20 novembre : Léon Tolstoï, écrivain russe (° 9 septembre 1828).
- 23 novembre : Léon Simon, peintre et dessinateur français (° 14 juin 1836).
- 29 novembre : Étienne-Prosper Berne-Bellecour, peintre, graveur et illustrateur français (° 29 juin 1838).

### Décembre
- 3 décembre :
  - Mary Baker Eddy, fondatrice américaine de la Science chrétienne (° 16 juin 1821).
  - Lajos Bruck, peintre hongrois (° 3 novembre 1846).
  - Ludwig von Löfftz, peintre allemand (° 21 juin 1845).
- 7 décembre : Ludwig Knaus, peintre allemand (° 5 octobre 1829).
- 10 décembre : Conrad Wise Chapman, peintre américain (° 14 février 1842).
- 12 décembre :
  - Vittorio Avondo, peintre italien (° 10 août 1836).
  - Pierre Lagarde, peintre et pastelliste français (° 2 décembre 1853).
- 15 décembre : Jean Étienne Joanny Maisiat, peintre de genre français (° 5 mai 1824),
- 20 décembre : Édouard Loëvy, peintre et illustrateur franco-polonais (° 18 décembre 1857).
- 28 décembre : Gustave-Henri Colin, peintre français (° 11 juillet 1828).